# سیارک ۲۸۸۷
سیارک ۲۸۸۷ (به انگلیسی: 2887 Krinov، نامگذاری:1977QD5) دو هزار و هشتصد و هشتاد و هفتمین سیارک کشف شده‌است که در ۲۲ اوت ۱۹۷۷ کشف شد.
قدر مطلق سیارک برابر ۱۳٫۰۰ است.